# 中华人民共和国社区矫正法
《中华人民共和国社区矫正法》是一部中华人民共和国法律，该法律于2019年12月28日在第十三届全国人民代表大会常务委员会通过，并于2020年7月1日起施行。该法旨在“推进和规范社区矫正工作，保障刑事判决、刑事裁定和暂予监外执行决定的正确执行，提高教育矫正质量，促进社区矫正对象顺利融入社会，预防和减少犯罪”。为配合本法，最高人民法院、最高人民检察院、公安部、司法部（简称“两高两部”）发布了《中华人民共和国社区矫正法实施办法》。
社区矫正（英語：community correction）与监禁矫正相对，是指将犯罪性质比较轻微和社会危害性较小的罪犯置于社区内，由专门的国家机关在相关社会团体和民间组织以及社会工作者和志愿者的协助下，在判决、裁定或决定确定的期限内矫正其犯罪心理和行为恶习，并促进其顺利回归社会的非监禁刑罚执行活动。

## 历史
社区矫正又称社区矫治，起源于19世纪的西方国家，这些国家的法律学者们意识到监狱刑罚的缺陷，开始提倡非监禁刑罚措施和对罪犯人格的改造。20世界50年代，马克·安塞尔等人提出新社会防卫论，即对罪犯实行人道和再社会化而非报复，至此社区矫正思想走向成熟并逐渐由法律学说渗透到立法，进而为各国所实践。
中华人民共和国成立以后，中国的刑事法律已经确立了对罪犯在社区监管的制度，但由于重刑主义思想影响以及监督管理机制上的不健全等原因，社区矫正进展缓慢。
进入21世纪初期，中国进入社会转型期，社会矛盾、犯罪率快速增长，进而对监狱系统的运行带来了很大的压力和成本，刑满释放人员的重新犯罪率也呈上升趋势。对此，司法和学界人士开始探讨通过社区矫正提高服刑人员的改造质量、关注回归社会并降低重新犯罪率，进而减轻监狱压力、降低改造成本。
2003年7月10日，“两高两部”联合下发《关于开展社区矫正试点工作的通知》（以下简称《通知》），开始在北京市、天津市、上海市、江苏省、浙江省、山东省进行社区矫正试点，本通知规定了社区矫正的适用对象和基本任务，并将社区矫正定性为“行刑方式”和“非监禁刑罚执行活动”。截至2005年共接收、管理社区服刑人员15787人，其中管制222人、缓刑9407人、假释2074人、暂予监外执行532人、剥夺政治权利3552人。
2005年1月，“两高两部”联合印发了《关于扩大社区矫正试点范围的通知》，将河北省、内蒙古自治区、黑龙江省、安徽省、湖北省、湖南省、广东省、广西壮族自治区、海南省、四川省、贵州省、重庆市纳入试点。2009年9月2日，“两高两部”联合发布了《关于在全国试行社区矫正工作的意见》，将试点范围扩展至全国。
截至2015年12月，全国累计接收社区服刑人员282万人，累计解除矫正212万人，正在接受矫正70万人，社区服刑人员在矫正期间重新犯罪率为0.2%。
2019年12月，十三届全国人大常委会第十五次会议表决通过了《中华人民共和国社区矫正法》，至此社区矫正制度有了专门法律，不再完全依赖部委和地方性规定。

## 具体实施
根据《社区矫正法》以及《社区矫正法实施办法》，社区矫正的对象为被人民法院做出下列决定的罪犯：
- 判处管制；
- 宣告缓刑；
- 裁定假释；
- 决定暂予监外执行（主要包括处于哺乳期的妇女、重病患者和生活不能自理的人员）。[6]

上述人员并没有被收监，而是生活在社区里，也可以参加工作或上学，但要遵守有关要求。社区矫正由社区矫正对象居住地县级以上人民政府设置的矫正机构负责实施，具体工作由司法所承担，居民委员会、村民委员会等基层群众自治组织以及社区矫正对象的监护人、家庭成员、所在单位或学校也有义务协助社区矫正工作。部分地区也将仅被剥夺政治权利的犯人纳入社区矫正，但该做法不符合法律规定。
在接受社区矫正期间，社区矫正对象应当履行相关判决、裁定、决定等规定的义务，遵守关于报告、会客、外出、迁居、保外就医等监督管理规定，并服从矫正机构的管理，例如社区矫正对象应定期到矫正机构报到并汇报思想、生活等近况并参加与社区矫正相关的活动，如需离开所居住的市、县，则要报社区矫正机构批准。矫正机构应当根据每个社区矫正对象的身心状况、犯罪情节以及悔罪态度制定针对性的矫正方案，并根据具体情况进行调整，并成立矫正小组负责实施，小组成员可以由前文所述的个人和单位派出的人员以及社会工作者、志愿者等组成。对于女性社区矫正对象，矫正小组中应有女性成员；对于未成年社区矫正对象，应当吸收熟悉未成年人身心特点的人员参加矫正小组，同时与成年人的矫正分别进行，监护人也应当履行相关义务。
社区矫正对象如过表现良好可获得表扬；但如果违反法律法规和监督规定（例如长期脱离监管）则会视情节依法给予训诫、警告、治安管理处罚，或者提请撤销缓刑、撤销假释、对暂予监外执行的收监执行。此外，社区矫正对象如有下列情形，经批准可以在一定期限内强制佩戴电子定位装置（例如电子手环、电子脚镣等）：
- 违反人民法院禁止令的；
- 无正当理由，未经批准离开所居住的市、县的；
- 拒不按照规定报告自己的活动情况，被给予警告的；
- 违反监督管理规定，被给予治安管理处罚的；
- 拟提请撤销缓刑、假释或者暂予监外执行收监执行的。

实际操作中，各地大多有地方性规定通过细化的方式对社区矫正对象进行考核，进而根据考核结果实施对应的奖惩和监管措施。
当社区矫正对象的矫正期满或被赦免后，方可解除社区矫正；若社区矫正对象死亡、被裁定撤销缓刑或假释或被决定收监执行，则社区矫正终止。